# Pteroneta saltans
Pteroneta saltans är en spindelart som beskrevs av Christa L. Deeleman-Reinhold 200. Pteroneta saltans ingår i släktet Pteroneta och familjen säckspindlar. Inga underarter finns listade i Catalogue of Life.